# 2046
2046 (MMXLVI) — невисокосний рік за григоріанським календарем, що починається в понеділок. Це 2046 рік нашої ери, 46 рік 3 тисячоліття, 46 рік XXI століття, 6 рік 5-го десятиліття XXI століття, 7 рік 2040-х років.

## Очікувані події
- XXX Зимові Олімпійські ігри.
- 2 серпня пройде повне сонячне затемнення. Найкраще його буде видно в екваторіальних і тропічних широтах південної півкулі, зокрема на території Анголи та ПАР[1].
- 28 січня буде відкрито особистий архів Йосипа Олександровича Бродського, який він розпорядився закрити на 50 років після своєї смерті.